# Tolmerus incommunis
Tolmerus incommunis là một loài ruồi trong họ Asilidae. Tolmerus incommunis được Becker miêu tả năm 1923. Loài này phân bố ở vùng Cổ Bắc giới.